# Kamixítovi
Kamixítovi (en rus: Камышитовый) és un poble (un possiólok) del krai de Stàvropol, a Rússia, que en el cens del 2010 tenia 7 habitants. Pertany al districte rural de Levokúmskoie.